# Rezeda mała
Rezeda mała (Reseda phyteuma L.) – gatunek rośliny z rodziny rezedowatych (Resedaceae DC. ex Gray).

## Rozmieszczenie geograficzne
Występuje w Europie od Półwyspu Iberyjskiego do Półwyspu Bałkańskiego na południu po Rumunię, Węgry, Czechy, Słowację i Polskę na północy. Ponadto rośnie w północnej Afryce i Azji Mniejszej. W Polsce występuje jedynie w Niecce Nidziańskiej.

## Morfologia

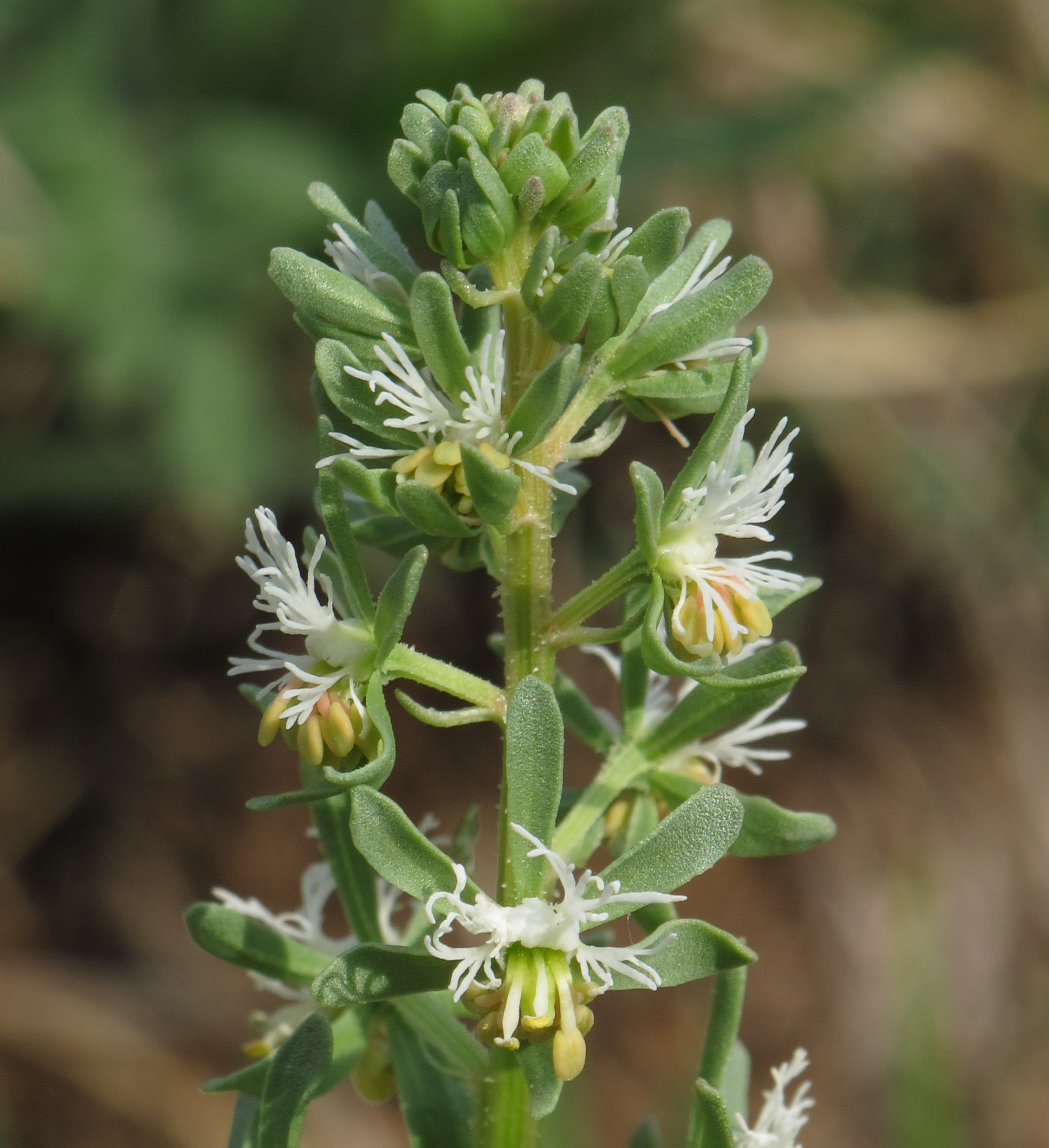
Kwiaty

ŁodygaDo 25 cm wysokości.
LiścieDolne łopatkowate, środkowe - 3(5)-wrębne.
KwiatySzypułki kwiatowe długości działek kielicha. Kielich długości torebki, w czasie owocowania powiększa się. Płatki białawe, postrzępione.
OwocTorebka zwieszona w dół. Nasiona szare, pomarszczone.

## Biologia i ekologia
Roślina jednoroczna lub dwuletnia. Rośnie w murawach kserotermicznych, gdzie preferuje miejsca odsłonięte. Kwitnie od maja do października.

## Zagrożenia
Kategorie zagrożenia gatunku:
- Kategoria zagrożenia w Polsce według Czerwonej listy roślin i grzybów Polski (2006, 2016)[5][6]: VU (narażony na wyginięcie).
- Kategoria zagrożenia w Polsce według Polskiej czerwonej księgi roślin (2001, 2014): VU (narażony)[7].